# アンナ (1951年の映画)
『アンナ』（イタリア語: Anna, 「アンナ」主人公の名）は、1951年（昭和26年）製作・公開、アルベルト・ラットゥアーダ監督によるイタリア・フランス合作である。

## 背景
本作は、1951年、イタリアのメジャー映画会社ルックス・フィルム、カルロ・ポンティのカルロ・ポンティ・チネマトグラフィカ、ディノ・デ・ラウレンティスのディノ・デ・ラウレンティス・チネマトグラフィカ、フランスの映画会社コンパニ・シネマトグラフィーク・ド・フランス（CCF）の共同製作、イタリアのローマにあったポンティ＝デ・ラウレンティス撮影所でセット撮影を行って完成、同年12月20日、ルックス・フィルムの配給によりイタリア国内で、翌1952年（昭和27年）9月26日にフランス国内で、それぞれ公開された。
主演のシルヴァーナ・マンガーノの妹、パトリツィア・マンガーノ、ナターシャ・マンガーノも出演しているほか、当時満17歳のソフィア・ローレンがノンクレジットの端役で出演している。のちにナンニ・モレッティ監督が『親愛なる日記』（Caro diario, 1993年）に、シルヴァーナ・マンガーノが歌い踊るシーンを引用している。
日本では、フランス公開の翌年の1953年（昭和28年）にイタリフィルムが輸入し、松竹洋画部との共同配給により、同年11月29日に公開された。日本でのビデオグラムは、1998年（平成10年）8月28日、東北新社がVHSでのレンタルビデオを発売している。

## キャスト
クレジット順
- シルヴァーナ・マンガーノ - Anna
- ギャビー・モルレー （Gaby Morlay） - La madre superiora
- ラフ・ヴァローネ - Andrea
- ジャック・デュメニル （Jacques Dumesnil） - Il professor Ferri
- ヴィットリオ・ガスマン - Vittorio
- パトリツィア・マンガーノ （Patrizia Mangano [5]） - Luisa
- ナターシャ・マンガーノ （Natascia Mangano [6]） - Lucia Manzi
- ピエロ・ルッリ （Piero Lulli） - Il dottor Manzi
- ディナ・ロマーノ （Dina Romano） - Suor Paolina
- ロジータ・ピザーノ （Rosita Pisano） - Suor Carmela
- ビアンカ・ドリア （Bianca Doria） - Una partoriente
- ロッコ・ダスンタ （Rocco D'Assunta） - Un padre
- リッラ・ロッコ （リラ・ロッコ、Lyla Rocco） - Un' infermiera
- ディーナ・ペルベッリーニ （Dina Perbellini） - Una malata
- エミリオ・ペタッチ （Emilio Petacci [7]） - Il colonnello Zenner
- ティナ・ラッタンツィ （Tina Lattanzi） - La madre di Andrea
- マリエンマ・バルディ （Mariemma Bardi [8]） - Un' infermiera
- ランベルト・マッジォラーニ （Lamberto Maggiorani） - Il malato ferito allo stomaco
- アルマンド・リビアンキ （Armando Libianchi [9]） - Il proprietario del nightclub

クレジット外
- ソフィア・ローレン - L'assistente de Vittorio al nightclub

## スタッフ・作品データ
- プロデューサー : ディノ・デ・ラウレンティス、カルロ・ポンティ、ピエール・ギュルゴ＝サリース（Pierre Gurgo-Salice [10], ノンクレジット）
- 監督 : アルベルト・ラットゥアーダ
- 脚本 : ジュゼッペ・ベルト （Giuseppe Berto）、フランコ・ブルサーティ （Franco Brusati）、イーヴォ・ペリッリ （Ivo Perilli）、ディーノ・リージ、ロドルフォ・ソネゴ
- 撮影 : オテッロ・マルテッリ （Otello Martelli）
- 美術 : ピエロ・フィリッポーネ （Piero Filippone）
- 編集 : ガブリエーレ・ヴァッリアーレ （Gabriele Varriale [11]）
- 音楽 : ニーノ・ロータ

- 上映時間 : 107分 [1] /  95分 [3]
- フォーマット : 白黒映画 - スタンダードサイズ（1.37:1） - モノラル録音

## 関連事項
- 1953年の日本公開映画
- ネオレアリズモ

## 註
1. 1 2 3 4 5  Anna, Internet Movie Database （英語）, 2010年8月30日閲覧。
2. 1 2  アンナ、キネマ旬報映画データベース、2010年8月30日閲覧。
3. 1 2 3 4 5  アンナ、allcinema ONLINE, 2010年8月30日閲覧。
4. ↑  『日本映画発達史 IV 史上最高の映画時代』、田中純一郎、中公文庫、1976年3月10日 ISBN 4122003156, p.124.
5. ↑  Patrizia Mangano - IMDb（英語）, 2010年8月30日閲覧。
6. ↑  Natascia Mangano - IMDb（英語）, 2010年8月30日閲覧。
7. ↑  Emilio Petacci - IMDb（英語）, 2010年8月30日閲覧。
8. ↑  Mariemma Bardi - IMDb（英語）, 2010年8月30日閲覧。
9. ↑  Armando Libianchi - IMDb（英語）, 2010年8月30日閲覧。
10. ↑  Pierre Gurgo-Salice - IMDb（英語）, 2010年8月30日閲覧。
11. ↑  Gabriele Varriale - IMDb（英語）, 2010年8月30日閲覧。